# هورست هيل
هورست هيل هو عالم اجتماع ألماني، ولد في 19 يوليو 1934.